# Eldern
Eldern ist ein Ortsteil des oberschwäbischen Marktes Ottobeuren im Landkreis Unterallgäu.

## Geografie
Der Weiler Eldern liegt etwa einen Kilometer südlich von Ottobeuren. Der Ort ist durch die Staatsstraße St 2011 direkt mit dem Hauptort verbunden. Durch den Ort fließt die Westliche Günz.

## Geschichte

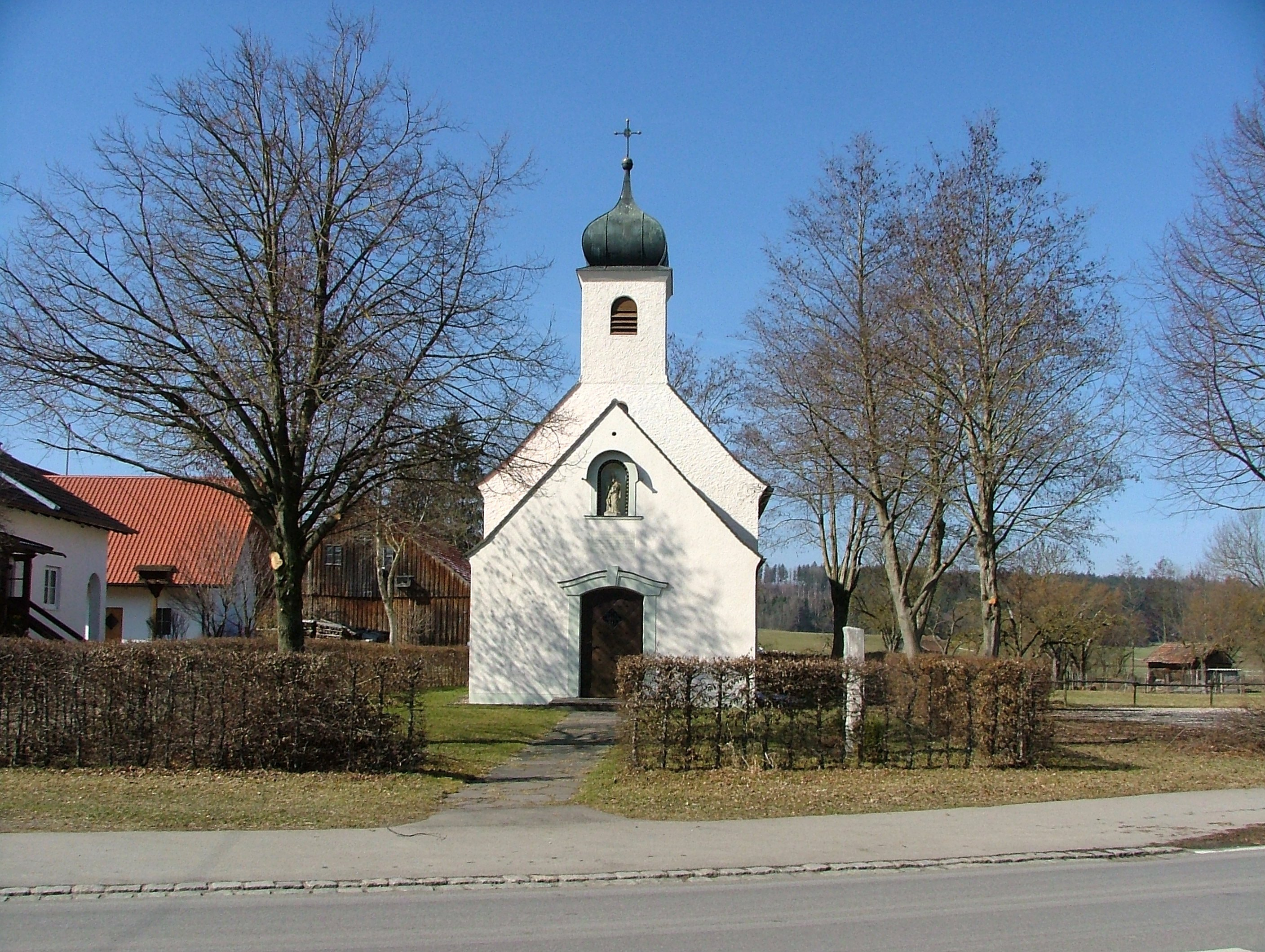
Kapelle in Eldern

Erstmals urkundlich erwähnt wurde Eldern 1466. Nach einer alten Überlieferung wurde dort ein Gnadenbild gefunden, daraufhin baute ein Bauer aus Reuthen eine Holzkapelle. Diese wurde später erweitert und schließlich wurde eine neue Wallfahrtskirche gebaut. Nach dem Abriss der Wallfahrtskirche 1806 wurde 1932 die Kapelle St. Maria errichtet.

## Religion
Jedes Jahr an Pfingstmontag findet eine Prozession von der Basilika zur Eldernkapelle statt. Für einen Tag soll die Muttergottes an ihren Ursprungsort zurückkehren. Zusammen mit der Musikkapelle Ottobeuren marschiert die Gemeinde mit Gebeten und Gesängen nach Eldern. Am Abend wird die Muttergottesstatue wieder in die Basilika zurückgebracht.

## Sonstiges
Seit 2019 befindet sich im ehemaligen Gasthof das Auszeithaus des AntigewaltKompetenzZentrum AKZ e. V.
Dieses bietet schwer traumatisierten Menschen (mit Begleitperson/Familie) unkompliziert Zuflucht und einen sicheren Ort.

## Persönlichkeiten
Karl Joseph Riepp, Orgelbaumeister, wurde 1710 in Eldern geboren.